# Gies Kerzen
Die Gies Kerzen GmbH ist ein Hersteller von Kerzen.
Gegründet wurde das Unternehmen im Jahr 1899 von Adam Joseph Gies als Wachsindustrie Fulda Adam Gies. 1921 wurde in Bergedorf bei Hamburg ein Zweigwerk unter dem Namen Gebrüder Gies aufgebaut. 1965 erfolgte die Verlagerung des Unternehmenssitzes nach Glinde.
Im Jahr 1978 wurde die Kerzenproduktion am Standort Glinde aufgrund eines tagelangen Großbrandes umfangreich zerstört. Nach Abriss der Brandruinen wurde an derselben Stelle eine neue Produktionshalle errichtet.
Heute gehört Gies zur schwedischen Liljeholmens Group AB und produziert an fünf europäischen Standorten. Mit 500 Mitarbeitern wird ein Jahresumsatz von 100 Millionen Euro erzielt.

## Unternehmensgeschichte

### Global
- 1899 gründete Adam Joseph Gies die „Wachsindustrie Fulda Adam Gies“ in Fulda.
- 1921 folgte in Bergedorf bei Hamburg ein Zweigwerk unter dem Namen „Gebrüder Gies“,
- 1965 wurde der Unternehmenssitz nach Glinde verlegt.
- 1982 wurde das Unternehmen von der Flensburger Spirituosenfabrik Hermann Georg Dethleffsen übernommen.
  - Außerdem erwarb diese auch die 1777 gegründete dänische Kerzenfabrik ASP-Holmblad und integrierte sie als skandinavische Vertriebsgesellschaft in die „Gebrüder Gies GmbH & Co. KG“.
- 1983 kaufte die Firma Dethleffsen auch die Wachsindustrie Fulda Adam Gies.
- Die Kerzensparte firmierte jetzt unter dem Namen „Gies Kerzen Adam Gies GmbH & Co., Glinde und Fulda“.
- Von 1985 bis 1989 zeigte der schwedische Konzern „Skane Gripen“ aus Malmö Interesse an einem Kerzenverbund.
- Die Schweizer Firma „Becker Kerzen“ und Gies Kerzen wurden zur Gies-Gruppe zusammengeführt. Auch die Produktion wurde nach Glinde verlagert.
- 1995 kam die im schwedischen Oskarshamn ansässige und 156 Jahre alte „Liljeholmens Stearinfabriks AB“ als weiteres Unternehmen dazu.
- seit 1997 besteht die Gies-Gruppe aus fünf europäischen Produktionsbetrieben. Unter der neuen Muttergesellschaft „Liljeholmens Stearinfabriks AB“ ging die Gruppe an die schwedische Börse.
- 1998 wurde die Gies-Gruppe Mitglied der „Blyth-Gruppe“, einer an der amerikanischen Börse notierten Aktiengesellschaft.
- 2006 kaufte die neu gegründete Gesellschaft ALG Holding A.B. die Gies-Gruppe.

### Lokal
In Glinde wurden unter anderem jährlich eine Milliarde Teelichte produziert. Am 5. April 2017 gab Gies Kerzen bekannt, die Produktion in Glinde einzustellen. 60 Mitarbeiter verloren ihren Arbeitsplatz.